# Rovaniemi
Rovaniemi er den administrative hovedby og handelscentrum i Finlands nordligste provins, Lapland. Den ligger tæt på polarcirklen og mellem bakkerne ved Ounasvaara og Korkalovaara, der hvor Kemijoki floden og dens biflod Ounasjoki floden mødes. Kommunen med byen Rovaniemi på 74,92 km2 landareal og det omgivende landsogn/sognekommune (22.181 indbyggere 31. december 2005;7.915,51 (heraf landareal 7.506,45;vandareal 409,06) km2) blev slået sammen den 1. januar 2006. Den nye kommune har et areal på 8.016 km², heraf landareal 7.581,97, og en befolkning på 64.194 indbyggere (31. december 2021), hvilker giver en befolkningstæthed på 8,47 per km2 landareal. En meget stor del af kommunens areal er dækket af skov.
Navnet Rovaniemi har ofte været anset for at være af samisk oprindelse, da "roavve" på samisk betyder en skovklædt bakkekam eller bakke eller stedet for en gammel skovbrand. I dialekterne i Sydlapland betegner "rova" en stendynge, en klippe eller en gruppe klipper i et flodstykke med strømhvirvler eller endda fyret i en sauna. "Niemi" er finsk for et næs eller en odde.

## Historie
Der har formentlig været en kontinuert beboelse i Rovaniemi området siden stenalderen.
Periodiske rydninger af nyt land til landbrug og svedjebrug begyndte omkring 750-530 f.v.t. Fund fra området tyder på at et stigende antal rejsende fra Karelen mod øst, Häme mod syd og den arktiske kyst mod nord må været kommet der fra år 500 og senere. Det samiske folk menes at være Laplands egne oprindelige indbyggere.
Udnyttelsen af Laplands råstoffer i det 19. århundrede fik Rovaniemi til at vokse. Store træfældningsområder og guldfeber tiltrak tusinder af mennesker til Lapland. Efterhånden som udnyttelsen af de naturskabte ressourcer voksede, blev Rovaniemi det økonomiske centrum i provinsen Lapland.
Under Laplandskrigen i 2. Verdenskrig blev omkring 90% af byen ødelagt i slaget om Rovaniemi af tyske tropper. Genopbygningen af byen begyndte i 1946. Både byplanen og adskillige offentlige og private bygninger er tegnet af den finske arkitekt Alvar Aalto. Et eksempel på hans arkitektur er det administrative og kulturelle center, som indeholder rådhuset, byens teater, musik og kongreshal og landsbiblioteket.

## Rovaniemi i dag
På grund af den uspolerede natur og mange fritidsmuligheder er turisme et vigtigt erhverv i Rovaniemi. Byen har en række hoteller og restauranter både i centrum og i udkanten af byen.
Da Rovaniemi er hovedbyen i provinsen Lapland er der mange regeringsinstitutioner, der har deres kontorer her. Omkring 10.000 af indbyggerne er studerende. Rovaniemi er hjemsted for såvel Laplands universitet, Rovaniemis polytekniske skole, der rummer institutter for IT og traditionelle teknologier, virksomhedsledelse, sundhed og social omsorg, gastronomi, skovbrug, landbrug og sport.
De lokale aviser er Lapin Kansa, Uusi Rovaniemi og ROI-press.
Rovaniemi er den nordligste station i de finske jernbaners elektrificerede system, med direkte forbindelser dag og nat til Oulu, Tampere, Helsinki og Turku. Dieseldrevne passagertog kører nordøst for Rovaniemi til Kemijärvi.
Rovaniemis mest kendte seværdigheder er Jätkänkynttilä broen, med dens evige flamme over Kemijoki floden, Arktikum Huset, som rejser sig ud af bredden af på Ounasjoki floden, Rådhuset, Lappia Huset, der fungerer som teater, koncertsal og kongrescenter, og biblioteket.
Det hævdes at være her Julemanden har sit hjem, Julemandens Landsby og Santapark, ligger 8 km nord for centrum. Rovaniemi er også hjemsted for verdens nordligste McDonald's restaurant. Arktikum er et meget dækkende museum over Finlands arktiske region.
På den anden side af floden overfor byen ligger Ounasvaara ski center. Toppen af Ounasvaara bakken indeholder nogle af de tidligste bebyggelser i området.
Et fænomen som også tiltrækker mange turister er nordlyset. I finsk Lapland kan der være nordlys op til 200 gange om året, mens det i det sydlige Finland som regel er under 20.

## Venskabsbyer
- Veszprém, Ungarn
- Ajka, Ungarn
- Cadillac, United States
- Drvar, Bosnien-Hercegovina
- Frederikshavn, Danmark
- Grindavík, Island
- Harbin, Kina
- Kassel, Tyskland
- Kiruna, Sverige
- Murmansk, Rusland
- Narvik, Norge
- Neustrelitz, Tyskland
- Olsztyn, Polen
- St. Johann in Tirol, Østrig

## Tal og fakta

### Klima
- gennemsnitstemperatur: + 0.2 °C
- årlig nedbør: 535 mm
- sne forbliver på jorden 183 dage om året i gennemsnit
- laveste målte temperatur: –47.5 °C, den 28. januar 1999
- højeste målte temperatur: + 30.6 °C
- midnatssolen kan ses fra 6. juni til 7. juli

### Befolkning
(tal pr. 31. december 2005)
- kvinder: 29,813
- mænd: 28,022
- finner: 57,037
- udlændinge: 798
- total: 57,835

### Beskæftigelse
(tal for 1999)
- primære erhverv: 1.6 %
- fremstillingsvirksomhed: 14.9 %
- private tjenesteydelser: 36.8 %
- offentlige tjenesteydelser: 44.4 %
- ukendt: 2.3 %

### Berømte indbyggere
- Den populære finske forfatter Jari Tervo stammer fra Rovaniemi og hans bøger beskriver byen på en uforglemmelig måde.
- Den betydningsfulde finske forfatter Timo K. Mukka døde i Rovaniemi i 1974.
- Snowboarder og 2005 Winter X Games guldmedalje vinder Antti Autti stammer fra Rovaniemi, og i april 2005 fik han sit eget stykke jord i byen for at være blevet udtaget til det finske hold til OL.
- Den alpine skiløber Tanja Poutiainen er fra Rovaniemi.
- Verdensmesteren i snowcross Janne Tapio er fra Rovaniemi.
- Tomi Putaansuu, bedre kendt som Mr. Lordi er forsanger i orkesteret Lordi, som vandt det Europæiske melodi grandprix 2006.
- Rockbandet Absoluuttinen Nollapiste
- Sangeren Antti Tuisku
- Julemandens Landsby i Rovaniemi siges at være der, hvor julemanden bor[1][2][3]

## Eksterne links og referencer
- City of Rovaniemi – official website
- Information om finsk Lapland Arkiveret 18. september 2009 hos  Wayback Machine
- Laplands Universitet
- Rovaniemi Polytechnic Arkiveret 7. december 2003 hos  Wayback Machine
- Rovaniemi Theatre and Congress Hall Lappia Arkiveret 15. september 2008 hos  Wayback Machine
- Satellitbillede af Rovaniemi